# هری بروس (بازیکن فوتبال، زاده ۱۹۰۵)
هری بروس (انگلیسی: Harry Bruce؛ زادهٔ May 1905) بازیکن فوتبال اهل بریتانیا است.
از باشگاه‌هایی که در آن بازی کرده‌است می‌توان به باشگاه فوتبال دارلینگتون، باشگاه فوتبال تورکی یونایتد، باشگاه فوتبال گیلینگام، باشگاه فوتبال ردینگ، باشگاه فوتبال روچدیل، باشگاه فوتبال بیرمنگام سیتی، باشگاه فوتبال بیشاپ اوکلند، و باشگاه فوتبال کولوین بای اشاره کرد.